# Zale rubi
Zale rubi är en fjärilsart som beskrevs av Edwards 1881. Zale rubi ingår i släktet Zale och familjen nattflyn. Inga underarter finns listade i Catalogue of Life.